# Campanula formanekiana
Campanula formanekiana là loài thực vật có hoa trong họ Hoa chuông. Loài này được Degen & Dörfl. mô tả khoa học đầu tiên năm 1897.